# Freyellaster spatulifer
Freyellaster spatulifer is een veertienarmige zeester uit de familie Freyellidae.
De wetenschappelijke naam van de soort werd, als Freyella spatulifera, in 1916 gepubliceerd door Walter Kenrick Fisher. De soort werd door hem beschreven aan de hand van materiaal dat bij een tocht met het Amerikaanse onderzoeksschip Albatross tussen 1907 en 1910 was opgedregd van een diepte van 901 vadem (1648 meter) in de Straat Makassar, voor de kust van Mamuju.